# Darkseed (gruppo musicale)
I Darkseed sono un gruppo musicale Gothic metal tedesco, fondato nel 1992.

## Storia
Stefan Hertrich, il cantante del gruppo, ha lasciato la band nel 2003 ed è ritornato l'anno dopo solo per terminare l'album Ultimate Darkness, pubblicato nel 2005. Nel 2006 lui e Martin Motnik lasciano nuovamente il gruppo costringendo gli altri componenti a prendere una drastica decisione: sciogliere i Darkseed. 
Il 24 giugno 2008 nel loro sito ufficiale, hanno annunciato che avrebbero riunito la band per il live all'Helion Festival il 4 ottobre 2008. Il 3 settembre 2008 i Darkseed hanno annunciato che il loro vecchio cantante e batterista, Harald Winkler, rientrerà nella band come frontman riformando e facendo quindi rinascere i Darkseed. Il 4 ottobre 2009 i Darkseed annunciano sul loro sito che un nuovo bassista si è unito alla band: Michael Behnke.
L'uscita del loro nuovo album, che era annunciata per l'autunno 2009, è stata rinviata a Febbraio 2010.

## Formazione
- Thomas Herrmann - chitarra
- Tom Gilcher - chitarra
- Maurizio Guolo - batteria
- Michael Behnke - basso
- Armin Dörfler - tastiere

### Ex componenti
- Stefan Hertrich - voce (1999-2003, 2004-2006)
- Christoph Puhr-Westerheide - voce
- Martin Motnik - basso (2003-2006)
- Rico Galvagno - basso
- Jacek Dworok - chitarra
- Tarkan Dural - chitarra
- Andy Wecker - chitarra
- Daniel Kirstein - chitarra
- Willi Wurm - batteria
- Stephan "Fenris" Zandt - batteria
- Harald Winkler - batteria (1992-1996)

## Discografia

### Demo
- 1992 - Sharing the Grave
- 1993 - Darksome Thoughts

### Album in studio
- 1996 - Midnight Solemnly Dance
- 1997 - Spellcraft
- 1999 - Give Me Light
- 2000 - Diving Into Darkness
- 2003 - Astral Adventures
- 2005 - Ultimate Darkness
- 2010 - Poison Awaits
- 2012 - Astral Darkness Awaits

### EP
- 1994 - Romantic Tales

## Videografia

### DVD/VHS
- 1997 - Live & Plugged